# Fräulein (album)
Fräulein er titlen på det danske band Fräuleins debutalbum, som udkom 16. februar 2024 hos Warner Music Danmark.

## Spor
1. "Sort Hul" - (03:06)
2. "Alle Vil Ha' Noget" - (03:33)
3. "Du Siger Hvad Du Siger" - (03:05)
4. "Hvad Vil Du Ha'" - (03:14)
5. "I Det Her Lys" - (03:56)
6. "Blind Vej" - (03:36)
7. "Elske Dig For Evigt" - (03:01)
8. "Du Går Fra Mig" - (03:49)
9. "Mærke Det Hele" - (04:09)
10. "Dejavu" - (02:59)